# Hôtel Le Meurice
Hôtel Le Meurice ist ein an der Rue de Rivoli 228 im 1. Arrondissement von Paris gelegenes Fünf-Sterne-Hotel und das älteste Luxushotel der Stadt.

## Entstehungsgeschichte
Namensgeber war Charles-Augustin Meurice, der Postmeister der Route Paris-Calais (* 1738; † 1820). Er besaß bereits seit 1771 in Calais ein nach ihm benanntes Hotel und wollte in Paris ein Luxushotel insbesondere für englische Touristen erbauen. Der erste Standort des Hotels war zunächst ab 1817 die parallel verlaufende Rue Saint-Honoré 233. Damit war es das erste Luxushotel in Paris. Am 6. Januar 1835 erwarb M. Bavoux ein Grundstück auf der noch im Bau befindlichen Rue de Rivoli und errichtete das älteste und traditionsreichste Hotel der Stadt neu – 15 Jahre nach dem Tod des Namensgebers. Hier entstanden 160 Zimmer, eingerichtet auf höchstem zeitgenössischem Standard. Seine exponierte Lage auf der Rue de Rivoli, in der Nähe des Place de la Concorde, gegenüber den Tuilierien, der Einkaufsmeile Rue du Faubourg Saint-Honoré, des Place Vendôme mit seinen Luxusläden und dem Louvre machte es schnell weltberühmt.

## Berühmte Gäste
Königin Victoria logierte dort während ihres Staatsbesuchs vom 17. bis 28. August 1855. Der Komponist Peter Iljitsch Tschaikowski logierte dort vom 18. Februar bis zum 12. März 1879 und arbeitete an der Oper Die Jungfrau von Orleans. Zwischen dem 5. und 17. Dezember 1879 komplettierte er hier sein 2. Klavierkonzert. Am 28. März 1918 verfasste der spätere König Edward VIII. einen Liebesbrief an seine Mätresse Freda Dudley Ward mit dem Briefkopf des Hotels. König Georg VI. und Königin Elisabeth verweilten hier zwischen dem 19. Juli und 22. Juli 1938 während ihres Staatsbesuchs.
Das Haus erhielt durch seine royalen Gäste seinen Beinamen „Hotel des Rois“ (Hotel der Könige).

Das Hôtel Le Meurice an der Rue de Rivoli

Ab 1905 wurde das Hotel für 9 Millionen Francs renoviert. Nach der Renovierung 1907 war Alfons XIII. von Spanien einer der ersten Gäste des Hotels. Im Hotel stand zwischen 1912 und 1914 eine Philharmonie-Orgel der deutschen Firma M. Welte & Söhne. Pablo Picasso ließ hier mit seiner Braut, der Ballerina Olga Stephanowna Chochlova, am 12. Juli 1918 die Hochzeitsparty mit Jean Cocteau als Trauzeuge steigen. König Nikola von Montenegro wählte das Hotel nach seiner Demission und Flucht am 26. November 1918 sogar als Wohnstätte. Auch König Alfons XIII. entschied sich für das Meurice nach seiner Entthronung ab 14. April 1931 als neues Zuhause unter dem Namen Herzog von Toledo und zog mit der gesamten königlichen Familie ein. Der Herzog von Windsor und Wallis Simpson sollen unvergessliche Nächte im Meurice mit Blick auf die Tuilerien-Gärten erlebt haben, nachdem Edward am 10. Dezember 1936 abgedankt hatte.
Weitere prominente Gäste in den 1930er Jahren waren Coco Chanel mit ihren Modeschauen, Rudyard Kipling und Franklin D. Roosevelt.
Während des Zweiten Weltkriegs besetzte die Wehrmacht im Juni 1940 Paris; Frankreich musste den kapitulationsähnlichen Waffenstillstand von Compiègne unterzeichnen. Seit Juni 1940 residierte die Kommandantur von Groß-Paris im Le Meurice. Dietrich von Choltitz residierte dort seit dem 9. August 1944 in Zimmer 213. Er und sein Major Norman Gunther liebten Paris und widersetzten sich geschickt dem Befehl Adolf Hitlers, Paris zu zerstören und es keinesfalls unzerstört in die Hände der Alliierten fallen zu lassen. Der Führerbefehl lautete: „Paris darf nicht oder nur als Trümmerfeld in die Hand des Feindes fallen.“ Verschiedene Hinhaltetaktiken und Raffinesse ersparten Paris das Schicksal von Stalingrad, Warschau oder Berlin, wobei von Choltitz das persönliche Risiko des Ungehorsams und – wegen seiner Kontaktaufnahmen mit dem Feind und der Résistance – auch des Hochverrats in Kauf nahm. Am Nachmittag des 25. August 1944 wurde das Hotel angegriffen, wodurch General von Choltitz, Oberst Unger und einige Stabsoffiziere in Gefangenschaft gerieten.

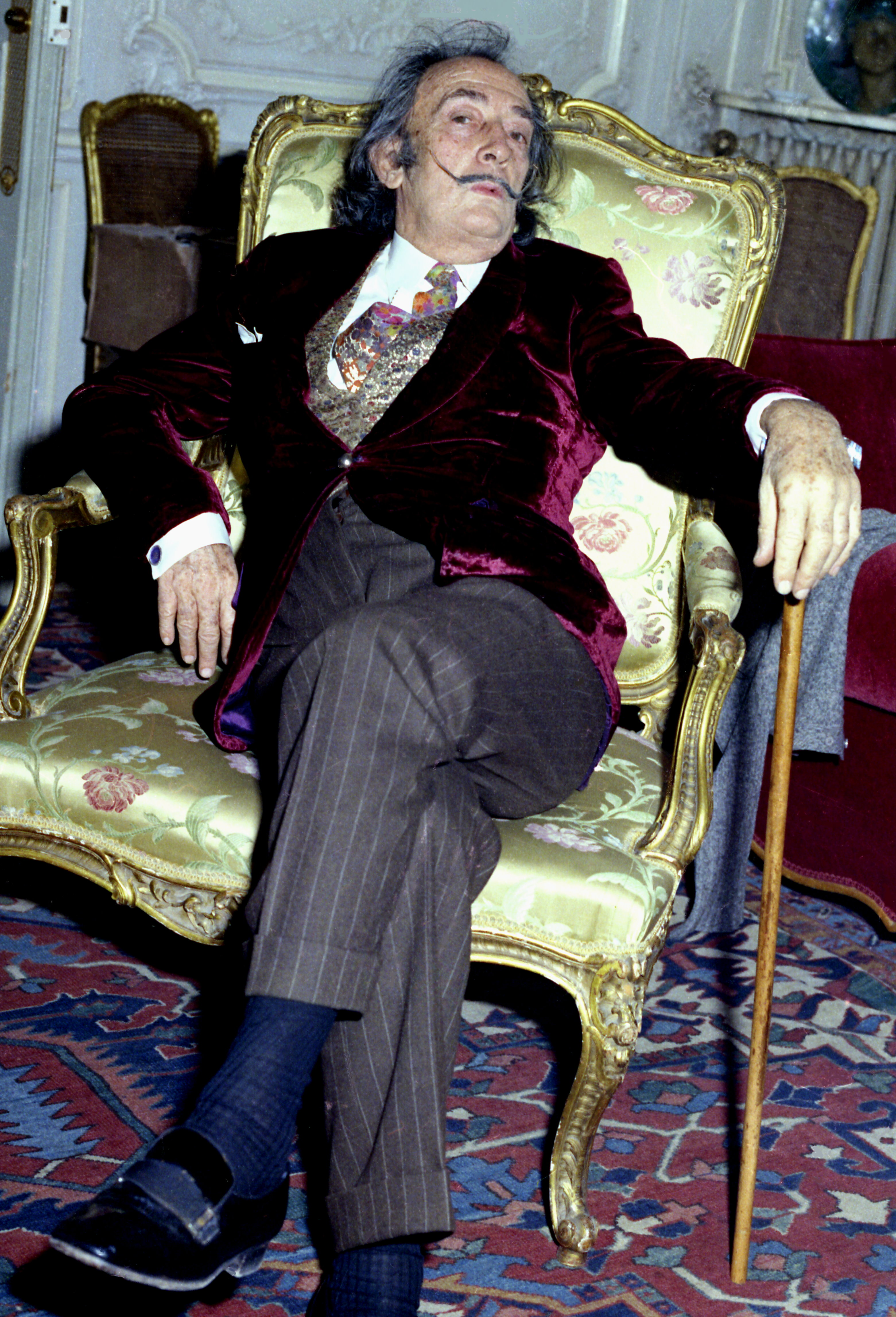
Salvador Dalí in seiner Suite im Hôtel Le Meurice 1972, Fotografie von Allan Warren

Einer der ungewöhnlichsten Hotelgäste war wohl Salvador Dalí, der seit 1950 mindestens einen Monat im Jahr medienwirksam im Luxushotel verbrachte, wo er stets Suite 108 im ersten Stock belegte. Oft blieb er vier Monate, den Rest eines Jahres verbrachte er in Portlligat und dem New Yorker St. Regis Hotel. Er irritierte Gäste und Belegschaft, indem er eine Herde Schafe in seine Suite bestellte und sich Fliegen im Park fangen ließ. Dalis exzentrische Auftritte bis Oktober 1976 machten das Hotel weltweit noch berühmter.
Der Schah von Persien nächtigte in der Präsidentensuite des Meurice, als ihn am 16. Januar 1979 die Nachricht von seinem Machtverlust und der Revolution aus Teheran erreichte.

## Drehort
Das Hotel war Drehort zahlreicher Kinofilme: Brennt Paris? (Premiere: 28. Oktober 1966 in Deutschland) spielt die letzten Tage der deutschen Besetzung von Paris nach. Es folgten Julia (20. Januar 1978), Mata Hari (24. April 1985 in Frankreich), Angel-A (25. Mai 2006 in Deutschland), Notre univers impitoyable (13. Februar 2008), Les Femmes de l’ombre (5. März 2008) oder Midnight in Paris (18. August 2011 in Deutschland). Das Luxushotel wurde in einer Folge der deutschen Fernsehserie Menschen und Hotels über weltberühmte Hotels vorgestellt, die am 2. Januar 2003 ausgestrahlt wurde (Regie Rita Knobel-Ulrich).

## Heutiger Standard
Das Logo des Hotels stellt einen Greyhound dar, der 1905 über die Rue du Rivoli streunte. Nach der ersten, 1907 fertiggestellten Renovierung gab es weitere Umbauten in den Jahren 1947, 1998 (im Juli 2000 wiedereröffnet) und 2007. Der Designer Philippe Starck stattete das Hotel ab März 2008 im „Dalí-Stil“ neu aus. Seit Mai 1997 befindet sich das Hotel im Besitz des Staatsfonds Brunei Investment Agency des Sultanats Brunei, der das Management der zwischengeschalteten Dorchester Hotel Group übertrug. Es ist ein unverändert mit 160 Zimmern (davon 42 Suiten) ausgestattetes Fünf-Sterne-Hotel; das von Alain Ducasse geleitete Restaurant wurde vom Guide Michelin mit zwei Sternen ausgezeichnet. Die größte Suite (La Belle Etoile) umfasst 297 Quadratmeter, hat vier Schlafzimmer und besitzt treppauf eine Terrasse von 250 Quadratmetern mit einem Rundumblick auf Paris. Die französische Tourismusbehörde Atout France verlieh im Mai 2011 nur 5 Hotels in Paris, darunter dem Le Meurice, die neu gebildete und höchste Kategorie Palace Hotel.